# Кел Кратчлоу
Ке́лвін «Кел» Кра́тчлоу (англ. Calvin Crutchlow; 29 жовтня 1985, Ковентрі, Західний Мідленд, Велика Британія) — британський мотогонщик, чемпіон світу у класі Supersport (2009), учасник чемпіонату світу з шосейно-кільцевих мотогонок MotoGP. У сезоні 2016 виступає за команду «LCR Honda» під номером 35.

## Кар'єра

### Ранні роки
Хоча його батько Дерек був гонщиком і у дитинстві Келвін часто бував на змаганнях, він до 11 років не проявляв зацікавленості до мотоспорту. Йому більше був до вподоби футбол, грав навіть за молодіжні команди «Ковентрі Сіті» та «Астон Вілла».
Кратчлоу виграв змагання з шосейно-кільцевих мотоперегонів «UK Junior Challenge» у Великій Британії в 1999 році, та «Aprilia RS125 Challenge» в 2001 році. Він зайняв друге місце у змаганнях «Virgin Mobile Yamaha R6 Cup» в 2003 році слідом за Томмі Хіллом, який отримав після цього спонсорський контракт для виступів у британській серії Superbike за це досягнення.
Наступні три роки Кел провів у британському чемпіонаті Supersport, який виграв у 2006 році.

### Британський чемпіонат Superbike (2007–2008)
Після цього успіху Кратчлоу перейшов у британську серію Superbike. В дебютному сезоні Кел зміг зайняти багатообіцяюче дев'яте місце в загальному заліку. В наступному сезоні Кратчлоу продемонстрував низку високих результатів, що дозволило зайняти третє місце у загальному заліку.

### Чемпіонат світу Supersport (2009)
23 вересня 2008 було офіційно оголошено, що Кел Кратчлоу підписав угоду з заводською командою Yamaha Factory Team для участі у чемпіонаті світу Supersport в 2009 році. У дебютній гонці сезону британець посів четверте місце, на другому етапі був третім, а на третьому — здобув першу перемогу. Всього ж протягом року Кел п'ять разів піднімався на найвищу сходинку п'єдесталу, що дозволило набрати 243 очки та стати чемпіоном світу.

### Чемпіонат світу Superbike (2010)
На хвилі такого успіху Кратчлоу вирішив перейти у більш престижну серію — чемпіонат світу Superbike. 1 жовтня 2009 було оголошено, що наступний сезон Кел проведе з Yamaha у Супербайку, виступаючи на мотоциклі Yamaha YZF-R1. Його напарником по команді став екс-чемпіон світу Джеймс Тоузленд, який повернувся у чемпіонат після втрати свого місця в MotoGP. Британець взяв свій перший поул серії на другому етапі сезону, в Портімао, але в самій гонці перемогти не зміг. Першу перемогу у Superbike Кратчлоу здобув на домашньому етапі в Сільверстоуні, що дозволило в підсумку посісти п'яте місце в загальному заліку. Хороші результати знову сприяли змінам у кар'єрі Кела: 5 вересня 2010 року було офіційно повідомлено про підписання контракту з командою «Tech 3» для виступів у найпрестижнішій гоночній серії серед мотогонщиків — MotoGP

### MotoGP (2011-)
В дебютному сезоні Кратчлоу посів 12-е місце в загальному заліку, отримавши також престижну нагороду «Rookie of the Year» (Новачок року). Найвищим результатом стало 4-е місце на Гран-Прі Валенсії.
В сезоні 2012 року Кел продовжував прогресувати — двічі підіймався на подіум (два третіх місця на Гран-Прі Чехії та Австралії). В загальному заліку британець посів 7-е місце.
У 2013 році Кратчлоу знову покращив свої результати. Хоча він виступав на мотоциклі приватної команди, завдяки своїм здібностям він на рівних конкурував з гонщиками заводських команд «Yamaha Factory Racing» та «Repsol Honda», а гонщиків «Ducati Corse» — переважав. Як підсумок, у перших дев'яти гонках сезону британець чотири рази підіймався на подіум та здобув свій перший поул у «королівському» класі (на Гран-Прі Нідерландів); в загальному заліку піднявшись на 5-е місце.
На початку серпня 2013 року з'явилися інформація, що Кел з сезону 2014 виступатиме у чемпіонаті за заводську команду «Ducati», підписавши з нею дворічний контракт. Його партнером у команді став Андреа Довіціозо, з яким вони разом виступали у Tech 3 в 2012-у.
Кінцівка сезону пройшла менш успішно. На жодному етапі другої половини чемпіонату британець не зміг піднятись на подіум, але здобутого вистачило для завоювання 5-го місця в загальному заліку — найкращого місця після перших чотирьох гонщиків заводських команд «Honda» та «Yamaha».
У сезоні 2014 року Келу довелося адаптовуватись до нового мотоциклу Ducati GP14. На ньому він не міг на рівні конкурувати з представниками японських заводів. На першому етапі у Катарі Кратчлоу зайняв шосте місце, а на наступному, Гран-Прі Америк, вибув, потрапивши у аварію та зламавши мізинець правої руки. Внаслідок цієї травми Келу довелось пропустити третю гонку сезону, Гран-Прі Аргентини. Після закінчення першої половини сезону британець займав у загальному заліку 14-е місце. Незважаючи на це, керівники «Ducati Corse» вирішили дати Келу ще один шанс, продовживши з ним контракт ще на 1 рік, до закінчення сезону 2015. І хоча до кінця сезону Кел навіть одного одного разу потрапив на подіум (третє місце на Гран-Прі Арагону), проте він так і не зміг адаптуватись до норовливого Ducati GP14. З 17 гонок сезону він 8 разів не зміг фінішувати. Тому в кінці сезону британець прийняв пропозицію Лючіо Чекінелло приєднатись до його команди «CWM LCR Honda» з наступного року.
Проте перед самим початком сезону 2015 у Кела виникли неочікувані проблеми: головний спонсор його команди британська компанія «CWM FX» була запідозрена у фінансових махінаціях та була закрита, що поставило участь Кратчлоу у змаганнях під сумнівом. Проте Кратчлоу не знітився перед труднощами і у перших двох гонках сезону фінішував на 7 місці. На третьому Гран-Прі сезону, в Аргентині, він в напруженій боротьбі зумів вибороти третє місце. Фінішувавши у більшості гонок чемпіонату в першій десятці, Кел зумів набрати 125 очок та посісти в загальному заліку 8-е місце.
У сезоні 2016 співпраця Кратчлоу з LCR Honda продовжилась.

## Статистика кар'єри

### Статистика виступів у MotoGP

#### В розрізі сезонів
| Сезон | Клас   | Команда                 | Мотоцикл      | Гонки | Пер | Под | ПП | НК | Очки | Місце |
| ----- | ------ | ----------------------- | ------------- | ----- | --- | --- | -- | -- | ---- | ----- |
| 2011  | MotoGP | Monster Yamaha Tech 3   | Yamaha YZR-M1 | 16    | 0   | 0   | 0  | 0  | 70   | 12    |
| 2012  | MotoGP | Monster Yamaha Tech 3   | Yamaha YZR-M1 | 18    | 0   | 2   | 0  | 1  | 151  | 7     |
| 2013  | MotoGP | Monster Yamaha Tech 3   | Yamaha YZR-M1 | 18    | 0   | 4   | 2  | 0  | 188  | 5     |
| 2014  | MotoGP | Ducati Team             | Ducati GP14   | 17    | 0   | 1   | 0  | 0  | 74   | 13    |
| 2015  | MotoGP | CWM LCR Honda LCR Honda | Honda RC213V  | 18    | 0   | 1   | 0  | 0  | 125  | 8     |
| 2016* | MotoGP | LCR Honda               | Honda RC213V  |       |     |     |    |    |      |       |

Примітка: * — сезон триває.

## Цікаві факти
- У червні 2013 року на аукціон EBay у благодійних цілях за сприяння американського підрозділу Yamaha Motor Corporation було виставлено лот, який складався із комбінезону, рукавиць та чобіт Кела Кратчлоу, у яких він виступав на Гран-Прі Америк у цьому ж році. Лот було продано за 7 600 $, а його переможець отримав екіпіровку з рук Кела.[7]